# Sindaci di Brema
Di seguito l'elenco cronologico dei sindaci di Brema e delle altre figure apicali equivalenti che si sono succedute nel corso della storia.

## Repubblica di Weimar (1918-1933)
| Presidenti del Senato e sindaci (Präsidenten des Senats und Bürgermeister) eletti dal Senato (1918-1933) | Presidenti del Senato e sindaci (Präsidenten des Senats und Bürgermeister) eletti dal Senato (1918-1933) | Presidenti del Senato e sindaci (Präsidenten des Senats und Bürgermeister) eletti dal Senato (1918-1933) | Presidenti del Senato e sindaci (Präsidenten des Senats und Bürgermeister) eletti dal Senato (1918-1933) | Presidenti del Senato e sindaci (Präsidenten des Senats und Bürgermeister) eletti dal Senato (1918-1933) |
| Nominativo                                                                                               | Partito                                                                                                  | Partito                                                                                                  | Mandato                                                                                                  | Mandato                                                                                                  |
| Nominativo                                                                                               | Partito                                                                                                  | Partito                                                                                                  | Inizio                                                                                                   | Fine |
| --- | --- | --- | --- | --- |
| Hermann Hildebrand                                                                                       | | Partito Democratico Tedesco                                                                              | 1918 | 18 maggio 1920                                                                                           |
| Martin Donandt                                                                                           | | Partito Popolare Nazionale Tedesco (1920-1929)                                                           | 18 maggio 1920                                                                                           | 18 marzo 1933                                                                                            |
| Martin Donandt                                                                                           | Indipendente (1929-1933)                                                                                 | | 18 maggio 1920                                                                                           | 18 marzo 1933                                                                                            |

## Germania nazista (1933-1945)
| Sindaci-governatori (Regierenden Bürgermeister) nominati dal governo (1933-1945) | Sindaci-governatori (Regierenden Bürgermeister) nominati dal governo (1933-1945) | Sindaci-governatori (Regierenden Bürgermeister) nominati dal governo (1933-1945) | Sindaci-governatori (Regierenden Bürgermeister) nominati dal governo (1933-1945) | Sindaci-governatori (Regierenden Bürgermeister) nominati dal governo (1933-1945) |
| Nominativo                                                                       | Partito                                                                          | Partito                                                                          | Mandato                                                                          | Mandato                                                                          |
| Nominativo                                                                       | Partito                                                                          | Partito                                                                          | Inizio                                                                           | Fine                                                                             |
| -------------------------------------------------------------------------------- | -------------------------------------------------------------------------------- | -------------------------------------------------------------------------------- | -------------------------------------------------------------------------------- | -------------------------------------------------------------------------------- |
| Richard Markert                                                                  |                                                                                  | Partito Nazionalsocialista Tedesco dei Lavoratori                                | 18 marzo 1933                                                                    | 23 ottobre 1934                                                                  |
| Karl Hermann Otto Heider                                                         |                                                                                  | Partito Nazionalsocialista Tedesco dei Lavoratori                                | 29 ottobre 1934                                                                  | 16 aprile 1937                                                                   |
| Johann Heinrich Böhmcker                                                         |                                                                                  | Partito Nazionalsocialista Tedesco dei Lavoratori                                | 16 aprile 1937                                                                   | 16 giugno 1944                                                                   |
| Richard Duckwitz                                                                 |                                                                                  | Partito Nazionalsocialista Tedesco dei Lavoratori                                | 1º luglio 1944                                                                   | 26 aprile 1945                                                                   |

## Zona di occupazione statunitense (1945-1946)
| Sindaci-governatori (Regierenden Bürgermeister) nominati dal comando militare statunitense (1945-1946) | Sindaci-governatori (Regierenden Bürgermeister) nominati dal comando militare statunitense (1945-1946) | Sindaci-governatori (Regierenden Bürgermeister) nominati dal comando militare statunitense (1945-1946) | Sindaci-governatori (Regierenden Bürgermeister) nominati dal comando militare statunitense (1945-1946) | Sindaci-governatori (Regierenden Bürgermeister) nominati dal comando militare statunitense (1945-1946) |
| Nominativo                                                                                             | Partito                                                                                                | Partito                                                                                                | Mandato                                                                                                | Mandato                                                                                                |
| Nominativo                                                                                             | Partito                                                                                                | Partito                                                                                                | Inizio                                                                                                 | Fine                                                                                                   |
| --- | --- | --- | --- | --- |
| Johannes Schroers                                                                                      | ? | ? | 26 aprile 1945                                                                                         | 30 aprile 1945                                                                                         |
| Erich Vagts                                                                                            | | Partito Popolare Nazionale Tedesco                                                                     | 4 maggio 1945                                                                                          | 31 luglio 1945                                                                                         |
| Wilhelm Kaisen                                                                                         | | Partito Socialdemocratico di Germania                                                                  | 31 luglio 1945                                                                                         | 1946                                                                                                   |

## Repubblica Federale di Germania (dal 1946)
| Presidenti del Senato e sindaci (Präsidenten des Senats und Bürgermeister) eletti dal Senato (1946-2003)    | Presidenti del Senato e sindaci (Präsidenten des Senats und Bürgermeister) eletti dal Senato (1946-2003) | Presidenti del Senato e sindaci (Präsidenten des Senats und Bürgermeister) eletti dal Senato (1946-2003) | Presidenti del Senato e sindaci (Präsidenten des Senats und Bürgermeister) eletti dal Senato (1946-2003) | Presidenti del Senato e sindaci (Präsidenten des Senats und Bürgermeister) eletti dal Senato (1946-2003) | Presidenti del Senato e sindaci (Präsidenten des Senats und Bürgermeister) eletti dal Senato (1946-2003) | Presidenti del Senato e sindaci (Präsidenten des Senats und Bürgermeister) eletti dal Senato (1946-2003) |
| Nominativo                                                                                                  | Partito                                                                                                  | Partito                                                                                                  | Senato                                                                                                   | Mandato                                                                                                  | Mandato                                                                                                  | Elezione                                                                                                 |
| Nominativo                                                                                                  | Partito                                                                                                  | Partito                                                                                                  | Senato                                                                                                   | Inizio                                                                                                   | Fine | Elezione                                                                                                 |
| --- | --- | --- | --- | --- | --- | --- |
| Wilhelm Kaisen                                                                                              | | Partito Socialdemocratico di Germania                                                                    | SPD-BDV-KPD                                                                                              | 28 novembre 1946                                                                                         | 22 gennaio 1948                                                                                          | Elezione 1946                                                                                            |
| Wilhelm Kaisen                                                                                              | SPD-BDV/FDP                                                                                              | Partito Socialdemocratico di Germania                                                                    | 22 gennaio 1948                                                                                          | 29 novembre 1951                                                                                         | Elezione 1947                                                                                            | |
| Wilhelm Kaisen                                                                                              | SPD-CDU-FDP                                                                                              | Partito Socialdemocratico di Germania                                                                    | 29 novembre 1951                                                                                         | 28 dicembre 1955                                                                                         | Elezione 1951                                                                                            | |
| Wilhelm Kaisen                                                                                              | SPD-CDU-FDP                                                                                              | Partito Socialdemocratico di Germania                                                                    | 28 dicembre 1955                                                                                         | 21 dicembre 1959                                                                                         | Elezione 1955                                                                                            | |
| Wilhelm Kaisen                                                                                              | SPD-FDP                                                                                                  | Partito Socialdemocratico di Germania                                                                    | 21 dicembre 1959                                                                                         | 26 novembre 1963                                                                                         | Elezione 1959                                                                                            | |
| Wilhelm Kaisen                                                                                              | SPD-FDP                                                                                                  | Partito Socialdemocratico di Germania                                                                    | 26 novembre 1963                                                                                         | 19 luglio 1965                                                                                           | Elezione 1963                                                                                            | |
| Willy Dehnkamp                                                                                              | | Partito Socialdemocratico di Germania                                                                    | SPD-FDP                                                                                                  | 20 luglio 1965                                                                                           | Elezione 1963                                                                                            | 28 novembre 1967                                                                                         |
| Hans Koschnick                                                                                              | | Partito Socialdemocratico di Germania                                                                    | SPD-FDP                                                                                                  | 28 novembre 1967                                                                                         | 15 novembre 1971                                                                                         | Elezione 1967                                                                                            |
| Hans Koschnick                                                                                              | SPD | Partito Socialdemocratico di Germania                                                                    | 15 novembre 1971                                                                                         | 3 novembre 1975                                                                                          | Elezione 1971                                                                                            | |
| Hans Koschnick                                                                                              | SPD | Partito Socialdemocratico di Germania                                                                    | 3 novembre 1975                                                                                          | 7 novembre 1979                                                                                          | Elezione 1975                                                                                            | |
| Hans Koschnick                                                                                              | SPD | Partito Socialdemocratico di Germania                                                                    | 7 novembre 1979                                                                                          | 10 novembre 1983                                                                                         | Elezione 1979                                                                                            | |
| Hans Koschnick                                                                                              | SPD | Partito Socialdemocratico di Germania                                                                    | 10 novembre 1983                                                                                         | 18 settembre 1985                                                                                        | Elezione 1983                                                                                            | |
| Klaus Wedemeier                                                                                             | | Partito Socialdemocratico di Germania                                                                    | SPD | 18 settembre 1985                                                                                        | Elezione 1983                                                                                            | 15 ottobre 1987                                                                                          |
| Klaus Wedemeier                                                                                             | SPD | Partito Socialdemocratico di Germania                                                                    | 15 ottobre 1987                                                                                          | 11 dicembre 1991                                                                                         | Elezione 1987                                                                                            | |
| Klaus Wedemeier                                                                                             | SPD-FDP-Verdi                                                                                            | Partito Socialdemocratico di Germania                                                                    | 11 dicembre 1991                                                                                         | 4 luglio 1995                                                                                            | Elezione 1991                                                                                            | |
| Henning Scherf                                                                                              | | Partito Socialdemocratico di Germania                                                                    | SPD-CDU                                                                                                  | 4 luglio 1995                                                                                            | 7 luglio 1999                                                                                            | Elezione 1995                                                                                            |
| Henning Scherf                                                                                              | SPD-CDU                                                                                                  | Partito Socialdemocratico di Germania                                                                    | 7 luglio 1999                                                                                            | 4 luglio 2003                                                                                            | Elezione 1999                                                                                            | |
| Presidenti del Senato e sindaci (Präsidenten des Senats und Bürgermeister) eletti dal Parlamento (dal 2003) | | | | | | |
| Nominativo                                                                                                  | Partito                                                                                                  | Partito                                                                                                  | Senato                                                                                                   | Mandato                                                                                                  | Mandato                                                                                                  | Elezione                                                                                                 |
| Nominativo                                                                                                  | Partito                                                                                                  | Partito                                                                                                  | Senato                                                                                                   | Inizio                                                                                                   | Fine | Elezione                                                                                                 |
| Henning Scherf                                                                                              | | Partito Socialdemocratico di Germania                                                                    | SPD-CDU                                                                                                  | 4 luglio 2003                                                                                            | 7 novembre 2005                                                                                          | Elezione 2003                                                                                            |
| Jens Böhrnsen                                                                                               | | Partito Socialdemocratico di Germania                                                                    | SPD-CDU                                                                                                  | 8 novembre 2005                                                                                          | 29 luglio 2007                                                                                           | Elezione 2003                                                                                            |
| Jens Böhrnsen                                                                                               | SPD-Verdi                                                                                                | Partito Socialdemocratico di Germania                                                                    | 29 luglio 2007                                                                                           | 30 luglio 2011                                                                                           | Elezione 2007                                                                                            | |
| Jens Böhrnsen                                                                                               | SPD-Verdi                                                                                                | Partito Socialdemocratico di Germania                                                                    | 30 luglio 2011                                                                                           | 15 luglio 2015                                                                                           | Elezione 2011                                                                                            | |
| Carsten Sieling                                                                                             | | Partito Socialdemocratico di Germania                                                                    | SPD-Verdi                                                                                                | 15 luglio 2015                                                                                           | 15 agosto 2019                                                                                           | Elezione 2015                                                                                            |
| Andreas Bovenschulte                                                                                        | | Partito Socialdemocratico di Germania                                                                    | SPD-Verdi-Linke                                                                                          | 15 agosto 2019                                                                                           | in carica                                                                                                | Elezione 2019                                                                                            |